# Zoar, Ohio
Zoar là một làng thuộc quận Tuscarawas, tiểu bang Ohio, Hoa Kỳ. Năm 2010, dân số của làng này là 169 người.

## Dân số
- Dân số năm 2000: 193 người.
- Dân số năm 2010: 169 người.